# Солидарност (Гренландия)
Вижте пояснителната страница за други значения на Солидарност.
„Солидарност“ (на гренландски: Atassut) е дясноцентристка консервативнолиберална политическа партия в Гренландия.
Основана е през 1976 година и поддържа близки връзки с датската партия Левица. Партията се противопоставя на независимостта на страната от Дания и през първите години от съществуването си е основна опозиция на управлявалата от 1979 до 2009 година партия Напред, но от 1990-те години започва да губи влияние.
На изборите през 2013 година Солидарност остава на трето място с 8% от гласовете и 2 от 31 места в парламента.